# Lappland
Lappland (latinski: Lapponia) pokrajina je u sjevernoj Švedskoj i dio je Laponije. Lappland pokriva gotovo četvrtinu Švedske, ima 94.350 stanovnika i najveći gradovi su Kiruna (najveći grad s 18.154 stanovnika), Gällivare, Lycksele i Arvidsjaur.
Finski Lappland (Lapin maakunta) bio je dio Lapplanda, ali se podijelio nakon rata s Rusijom 1809. godine.

## Povijest
Povijest Lapplanda je zapravo zajednička povijest švedskih županija Norrbotten i Västerbotten s kojima se Lappland povijesno preklapa. Iako je ovo područje naseljavao nomadski narod Saami, tijekom srednjeg vijeka smatrano je ničijom zemljom. Zbog toga su doseljenici pristizali uzvodno uz rijeke i morku obalu iz sva tri kraja - Norvežani sa zapada, Šveđani s juga i Finci s istoka (Kveni). 
Švedski kraljevi su stoljećima pokušavali kolonizirati i pokrstiti ovo područje, no danas usprkos velikoj razini asimilacije u švedsku kulturu, manjine Finaca i Saamija zadržale su svoju kulturu i identitet. No, Saami su uglavnom napustili svoju izvornu vjeru, šamanizam, i pokrstili se na luteranizam tijekom 17. i 18. stoljeća. Od 19. stoljeća ovo područje odlikuje Laestadijanski luteranizam koji je utemeljen na pokretu pijetizma i načelima moravske crkve (kršćansko jedinstvo, osobna skrušenost, misionarstvo i glazba).
Prirodni izvori iz Lapplanda (hidroenergija, drvo i minerali) su odigrali ključnu ulogu u industrijalizaciji Švedske. Tako su i danas rudarstvo, šumarstvo i hidroenergija okosnica lokalnog gospodarstva. No, nezaposlenost je velika u Laaplandu i zbog toga veliki broj mladih emigrira u veće gradove na obali ili na jug Švedske.

## Nacionalni parkovi
Dio Lapplanda je upisan na popis mjesta svjetske baštine u Europi kao "Laponijsko područje" u kojemu se nalaze najstariji i najveličanstveniji nacionalni parkovi sjeverne Europe. Tako je nacionalni park Sarek osnovan 1909. godine, a pokriva područje od 109.702 km²; približno površina Portugala. U njemu se nalazi i najviša planina Lapplanda, 2089 metara visoka Sarektjåhkkå. Krajolik Lapplanda je raznolik i svaki nacionalni park ima prepoznatljive odlike. Povijesni geološki procesi se mogu prepoznati u ledenjačkim morenama i promijenjivim vodenim tokovima. Ostali nacionalni parkovi su:
- Abisko
- Björnlandet
- Muddus
- Padjelanta
- Stora Sjöfallet
- Vadvetjåkka

Ovo područje je veliko oko 940.00 km², što ga čini najvećom nedirnutom prirodom naseljenom urođenicima na svijetu, u ovom slučaju to su nomadski narod Saami, poznati i kao Laponci (iako se ovaj naziv smatra uvredljivim). Svakog ljeta Saami vode svoja velika krda sobova prema planinama kroz izvrsno sačuvani krajolik koji je danas ugrožen uvođenjem motornih vozila. Oni koriste samo mali dio ovog područja za ispašu stoke, a većina je prekrivena planinama, rijekama i jezerima, a količine snijega zimi i kiše ljeti su znatne.
U područje se obično ulazi kroz selo Porjus u kojemu se nalazi i informacijski centar.

## Galerija
- Lapporten (Lapi-vrata)
- Crkva u Lyckselu
- Kebnekaise
- Planina Ahkka (Stora Sjöfallet)
- Rijeka Rapadalen (Sarek)
- Planina Pierikpakte iznad rijeke Rapaätno (NP Sarek)
- Nacionalni park Padjelanta
- Slap u nacionalnom parku Muddus
- Crkva Karesuando u Kiruni
- Nacionalni park Abisko zimi

## Vanjske poveznice
- Turističke informacije  Arhivirana inačica izvorne stranice od 6. travnja 2016. (Wayback Machine) (engl.)